# Gnosticizem
Gnosticízem (starogrško γνωστικός: gnōstikós - nekdo, ki ima »gnozo« ali skrivno znanje) je filozofsko in versko gibanje, ki je bilo najbolj prominentno v grško-rimskem obdobju v drugem stoletju našega štetja. Gnosticizem se je v svojih začetkih napajal iz mnogih religij, prav tako pa tudi vplival na mnoge, predvsem na nastajajoče krščanstvo, kateremu je služil kot vodilo pri razvoju kanona, kreda in episkopske organiziranosti.
Dejstva o gnostičnem fenomenu najdemo v zapisih cerkvenih očetov (Irenej, okrog 185; Hipolit, okrog 230; Epifanij, okrog 375) in v samih gnostičnih spisih. Razkrijejo nam različnost v teologiji, etiki in ritualu, ki se upira striktni klasifikaciji. Vendar se zdi, da so gnostične sekte dajale velik poudarek na odrešitveno moč ezoteričnega znanja, ne pridobljenega z učenjem ali z empiričnim opazovanjem, ampak z »božjim razodetjem«.

## Zgodovina
Začetkom gnostičnega pogleda na svet so botrovali učenjaki dualizma iranske religije, alegoričnega idealizma srednje-platonskih filozofov in apokalipticizma nekaterih židovskih mistikov, pri katerih najdemo podobnosti z egipčansko in mezopotamsko mislijo. Toda šele z nastankom krščanstva je gnostični sinkretizem prišel do pravega izraza.
Prvi znani gnostik je bil Simon Magnus, židovski heterodoksni učitelj (1. stoletje), ki je predstavil osnovni gnostični koncept, da »zlo izvira iz preloma v Božji glavi«. 
Dualistična faza je nastala po razširitvi gnosticizma na helenistični svet pod vplivom Platonove filozofije, pri katerem je izposojena doktrina, da je nižji »demiurg« odgovoren za nastanek tega sveta. Te teze najdemo tudi v Janezovem Apokrifu (zgodnje 2. stoletje) in v drugih popularnih gnostičnih spisih, kot sta Nag Hammadi (najden leta 1940) in Pistis Sophia (3. stoletje) iz koptske veje iste šole. Tudi Valentinus Basilides se sklicuje na to gnozo, ki pa se je s časom spremenila pod vplivom helenizma in krščanstva. 
Vzhodni gnosticizem je ubral drugačno pot. Pod vplivom tradicionalne religije, manihejstvom, se je razvil absolutni kozmični dualizem med dušo in materijo. Velik vpliv je imel tudi sirski asketicizem, vendar so se bistvene doktrine gnosticizma ohranile.

## Narava gnosticizma
Iz gnostičnega aspekta je nezavedni del človeka iz iste substance kot Bog, toda zaradi tragičnega razkola je vržen v svet, ki je čisto drugačen kot v resnici. Skozi razodetje »od zgoraj« se človek začne zavedati svojega bistva, pokolenja in transcendentalne usode.
Svet, ki je ustvarjen iz zle materije in zlih demonov, ne more biti kreacija dobrega Boga; vglavnem je sestavljen kot iluzija, kot neuspeh, ki mu dominira Jahve, judovski demiurg, katerega kreacija in zgodovina sta podcenjeni. Ta svet je torej tuj Bogu, ki je za gnostike tišina in globina, neimenljiv in neopisljiv, absoluten, izvir dobrih duhov, skupaj s katerimi oblikuje »pleromo« oziroma kraljestvo svetlobe. Ti koncepti so izraženi v različnih mitih, ki so osnovani na izročilih mnogih verstev, zato da bi poudarili osnovno izkustvo, ki je novo: odkritje nezavednega dela človeškega duha, ki spi v njem, dokler ga ne obudi Odrešenik. 

## Vplivi
Razvoj krščanske doktrine je bil v veliki meri reakcija proti gnosticizmu. Formulacija verskih simbolov, kanonizacija zapisov Nove Zaveze in poudarek na škofovski avtoriteti, vse to je bilo narejeno po gnostičnih vzorih. Še več, do neke mere so bili gnostiki prvi teologi in njihovi sistemi so narekovali organizacijo zgodnje krščanske misli. Poleg tega so gnostiki močno podpirali pojem svobode, sprave in milosti, ki so za nekaj časa pustili vpliv na krščanske pisce. Tudi teologija sv. Avguština nosi velik dolg njegovi zgodnji manihejski izkušnji. 